# Carex athrostachya
Espèce
Classification phylogénétique
Carex athrostachya est une espèce de plantes du genre Carex et de la famille des Cyperaceae.